# 청림동 (포항시)
청림동(靑林洞)은 대한민국 경상북도 포항시 남구의 동이다. 냉천을 경계로 포스코와 신항만이 인접하고 있으며 산업화개발 이전에는 전형적인 농어촌 마을로 형성되었으나 1967년 경제개발 5개년 계획으로 포스코 건립 및 국가경제부응정책의 여파로 지역이 국가산업단지 조성으로 석유제조, 금속, 비철금속 제조공장과 상가 및 주택이 밀집 분포되어 있으며, 요즘에는 청소년·일반인 극기훈련장으로 널리 알려진 해병사단의 상륙훈련장이 소재한 지역이기도 하며 영외군인 가족이 많은 동이다.

## 개요
청림동은 조선시대 연일현 고현면에 속했다가, 1896년 흥해군·영일군·청하군·장기군의 4개군으로 개편될 때 영일군 일월면에 편입되었다. 1914년에는 영일군 오천면에 편입되었다가 1973년에는 포항시에 편입되었다. 1983년 영일군 동해면 일월동 일부가 포항시 청림동에 편입되었으며, 1995년 포항시·영일군이 통합하여 통합 포항시 남구에 편입되었다. 이 지역은 공업, 농업, 상업이 다양하게 분포된 지역이나 향후 사회 전반적인 분야를 뒷받침하는 복합적인 행정이 필요한 지역이다.

## 특산물
일월동 지역은 해변에 위치하므로, 토질 특성이 바다 모래밭이다. 이곳에서 맑은 지하수로 재배한 부추, 시금치는 최고의 품질로 서울 가락동 농산물시장에 전량 공동출하 판매하여 서울지역 유명음식점에서 소비되고 있다.

## 법정동
| 청림동, 일월동 |

## 교육
| 학교명       | 소재지            | 비고 |
| ------------ | ----------------- | ---- |
| 청림초등학교 | 남구 정몽주로 890 |      |

## 공공 기관
| 기관명           | 소재지             | 비고 |
| ---------------- | ------------------ | ---- |
| 청림문화복지회관 | 남구 청림서길 69   |      |
| 청림파출소       | 남구 동해안로 6041 |      |
| 청제예비군동대   | 남구 신항로 10     |      |

## 금융 기관
| 기관명             | 소재지             | 비고 |
| ------------------ | ------------------ | ---- |
| 농협 충무대 출장소 | 남구 동해안로 6001 |      |
| 청림동 새마을금고  | 남구 청림서길 17-6 |      |

## 간선 도로
| 구분 | 도로 이름                                                  |
| ---- | ---------------------------------------------------------- |
| 로   | 동해안로, 신항로, 정몽주로 (국도 제14호선), 청림로, 해병로 |
| 길   | 부추길, 청림남길, 청림동길, 청림서길                       |